# Джанфранко Дзола
Джанфранко Дзола (італ. Gianfranco Zola, нар. 5 липня 1966, Ольєна, Сардинія, Італія) — італійський футбольний тренер. Колишній футболіст, нападник, відомий за виступами у складі збірної Італії, низки італійських футбольних клубів та лондонського «Челсі».

## Клубна кар'єра

### Італійські клуби
Професійні футбольні виступи розпочав 1984 року у клубі «Нуорезе» з рідної Сардинії, який виступав у Серії C2. За два роки перейшов до іншої сардинської команди «Торрес», разом з якою здобув підвищення у класі з Серії C2 до Серії C1.

Дзола (праворуч) у формі «Парми» і Руді Феллер («Баєр 04») після гри команд у півфіналі Кубка УЄФА 1994/95

Поворотний момент у кар'єрі гравця відбувся 1989 року, коли молодого нападника запросив до своїх лав представник Серії A «Наполі». Вже за результатами першого сезону в елітному дивізіоні Італії Дзола став володарем свого єдиного, як виявиться пізніше, «скудетто» чемпіона країни. Головною зіркою нападу «Наполі» того періоду був легендарний аргентинець Дієго Марадона, який саме перебував на піку форми та став для Дзоли справжнім наставником. Обидва гравці відрізнялися невисоким зростом, тож були змушені робити ставку на швидкість та техніку роботи з м'ячем. Схожість малюнку гри Дзоли та його досвідченішого партнера по атаці «Наполі» знайшла відображення в отриманому Джанфранко від вболівальників прізвиську Марадзола.
1993 року перейшов до «Парми», у складі якої відіграв три сезони. Найкращим досягненням цього періоду у Серії A стало здобуття срібних нагород сезону 1994—95, однак саме у «Пармі» Дзола здобув свої перші європейські трофеї — Суперкубок УЄФА 1993 року та Кубок УЄФА 1995 року. Влітку 1996 року головним тренером клубу був призначений Карло Анчелотті, який вбачав у Дзолі «вільного художника», що не вписується у визначені тренером чіткі тактичні схеми, тож ініціював продаж нападника до лондонського «Челсі» за £4,5 мільйони.

### «Челсі»
Приєднався до «Челсі» у листопаді 1996, відразу став ключовою фігурою у командній побудові тодішнього тренера клубу Рууда Гулліта та вже у дебютному сезоні допоміг команді здобути Кубок Англії. Наступного сезону колекція трофеїв Дзоли поповнилася Кубком Футбольної Ліги, Суперкубком УЄФА та Кубком Кубків УЄФА. У фінальному матчі розіграшу Кубка Кубків проти «Штутгарта» Дзола не потрапив до стартового складу, оскільки не повністю відновився від травми. У тій грі італієць вийшов на заміну у другому таймі та через 20 секунд після появи на полі забив гол, який виявився єдиним у грі та, відповідно, переможним для його команди.
Дзола залишався основним нападником «Челсі» до кінця 1990-х, а вже в сезоні 2001—02 виходив здебільшого на заміну. Тим не менш, найвдалішим для гравця став його останній рік у клубі — сезон 2002—03, протягом якого 36-річний нападник у різних турнірах забив рекордні для себе у «Челсі» 16 м'ячів та отримав від вболівальників клубу титул гравця року. Того ж року фанати «Челсі» визнали Дзолу найкращим гравцем клубу усіх часів.

### Повернення до Італії
Влітку 2003 року Дзола, якому виповнилося 37 років, залишив «Челсі» та повернувся до рідної Сардинії, уклавши однорічний контракт з найсильнішим клубом острова «Кальярі». Протягом цього року Дзола допоміг команді виграти Серію B та отримати місце в елітному італійському дивізіоні, після чого подовжив контракт із клубом ще на один сезон.
Завершив професійну футбольну кар'єру у червні 2005. У своєму останньому професійному матчі відзначився двома голами у ворота туринського «Ювентуса».

## Виступи за збірні
Викликався до складу національної збірної Італії з 1991 року. Однак, оскільки італійці провалили відбір до чемпіонату Європи 1992 року, першим великим турніром Дзоли у складі збірної став чемпіонат світу 1994 року у США. Збірна Італії вкрай невпевнено розпочала турнір, вийшовши до етапу 1/8 лише як одна з найкращих команд, що зайняли треті місця у групах. Невдало проходив і матч 1/8 фіналу проти збірної Нігерії, що змусило тренера італійців Арріго Саккі згадати, що у його розпорядженні є такий нападник, як Дзола. Дзола вийшов на заміну у цьому матчі лише аби бути за декілька хвилин вилученим арбітром з поля. Досить невинний відбір м'яча у нігерійського захисника та суддівська помилка коштували Дзолі вилучення та наступної дискваліфікації на ігри чвертьфіналу та півфіналу. Нападник мав можливість вийти під час фінальної гри проти збірної Бразилії, однак тренер італійців зробив вибір на користь напівтравмованого Роберто Баджо. Італійці програли фінальну гру у серії післяматчевих пенальті, а Дзола обмежився лише декількома хвилинами ігрового часу на турнірі, відіграних у нещасливому для себе матчі проти нігерійців.
За два роки на чемпіонаті Європи 1996 Дзола взяв участь в усіх трьох іграх збірної Італії на груповому етапі змагання. В останньому матчі цього етапу проти збірної Німеччини нападник мав шанс забезпечити вихід своєї команди у наступну стадію турніру, однак схибив з 11-метрової позначки, гра завершилася нульовою нічиєю і італійці були змушені повертатися додому.
Згодом Дзола брав участь у відбіркових матчах до чемпіонату світу 1998 року, зокрема приніс своїй збірній виїзну перемогу над англійцями, забивши єдиний м'яч у грі на Вемблі у лютому 1997. Збірна Італії кваліфікувалася для участі у фінальній частині чемпіонату світу, однак Дзола не потрапив до заявки збірної на цей турнір, після чого вирішив завершити виступи на рівні збірної. На той момент в активі гравця було 35 зіграних ігор та 10 забитих у формі збірної м'ячів.

## Тренерська кар'єра

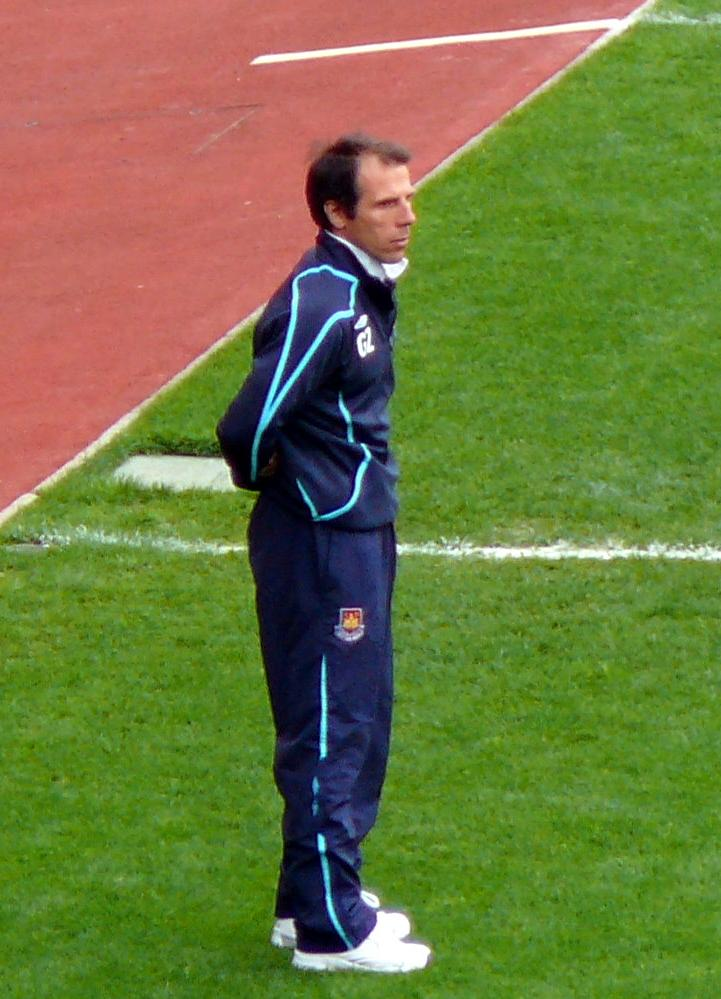
Джанфранко Дзола на чолі «Вест Гем Юнайтед»

По завершенні ігрової кар'єри 2006 року прийняв пропозицію увійти як асистент до тренерського штабу молодіжної збірної Італії, який очолював його колишній партнер по «Челсі», інший видатний італійський нападник П'єрлуїджі Казірагі. Пара молодих тренерів забезпечила кваліфікацію італійської «молодіжки» на футбольний турнір Олімпійських ігор 2008 року, на якому команда дійшла до чвертьфіналу.
9 вересня 2008 року Дзола підписав трирічний контракт з клубом англійської Прем'єр-ліги «Вест Гем Юнайтед». За результатами першого сезону Дзоли у керма лондонської команди «Вест Гем» фінішував на 9 місті у чемпіонаті, команді забракло лише 2 очок аби потрапити до Ліги Європи УЄФА наступного сезону.
Однак вже наступного сезону результати команди значно погіршилися — 17 місце у чемпіонаті. 11 травня 2010 року, відразу ж по завершенні сезону, керівництво «Вест Гема» оголосило про передчасний розрив контракту із Дзолою.
У липні 2012 року італієць очолив команду іншого англійського клубу, «Вотфорда» з Футбольної ліги. У своєму першому сезоні з новою командою майже виконав завдання виведення її до Прем'єр-ліги, лише в рамках плей-оф поступившись «Крістал Пелес». Втім наступного сезону результати команди погіршилися і в грудні 2013, після п'яти домашніх поразок поспіль, Дзолу було звільнено з клубу, команда якого на той час посідала лише 13-е місце в лізі.
24 грудня 2014 року було оголошено про призначення Дзоли головним тренером італійського «Кальярі». В 2015—2016 роках очолював катарського клубу «Аль-Арабі» (Доха).
15 грудня 2016 був призначений головним тренером англійського клубу «Бірмінгем Сіті». Пішов у відставку 17 квітня 2017 року після чергової поразки команди. Загалом під його керівництвом «Бірмінгем» провів 24 гри, в яких було здобуто лише дві перемоги.
18 липня 2018 року повернувся до лондонського «Челсі», в якому провів чи не найкращі роки ігрової кар'єри, ставши асистентом співвітчизника Мауріціо Саррі у тренерському штабі клубу.

## Статистика виступів

### Статистика клубних виступів
| Сезон               | Команда             | Чемпіонат           | Чемпіонат | Чемпіонат | Національний кубок | Національний кубок | Національний кубок | Континентальні кубки | Континентальні кубки | Континентальні кубки | Інші змагання | Інші змагання | Інші змагання | Усього | Усього |
| Сезон               | Команда             | Ліга                | Ігор      | Голів     | Ліга               | Ігор               | Голів              | Ліга                 | Ігор                 | Голів                | Ліга          | Ігор          | Голів         | Ігор   | Голів  |
| ------------------- | ------------------- | ------------------- | --------- | --------- | ------------------ | ------------------ | ------------------ | -------------------- | -------------------- | -------------------- | ------------- | ------------- | ------------- | ------ | ------ |
| 1984–85             | «Нуорезе»           | C2                  | 4         | 0         | -                  | -                  | -                  | -                    | -                    | -                    | -             | -             | -             | 4      | 0      |
| 1985–86             | «Нуорезе»           | Міжрег.             | 27        | 10        | -                  | -                  | -                  | -                    | -                    | -                    | -             | -             | -             | 27     | 10     |
| Усього за «Нуорезе» | Усього за «Нуорезе» | Усього за «Нуорезе» | 31        | 10        |                    | -                  | -                  |                      | -                    | -                    |               | -             | -             | 31     | 10     |
| 1986–87             | «Торрес»            | C2                  | 30        | 8         | -                  | -                  | -                  | -                    | -                    | -                    | -             | -             | -             | 30     | 8      |
| 1987–88             | «Торрес»            | C1                  | 24        | 2         | КІ-C               | -                  | -                  | -                    | -                    | -                    | -             | -             | -             | 24     | 2      |
| 1988–89             | «Торрес»            | C1                  | 34        | 11        | КІ-C               | -                  | -                  | -                    | -                    | -                    | -             | -             | -             | 34     | 11     |
| Усього за «Торрес»  | Усього за «Торрес»  | Усього за «Торрес»  | 88        | 21        |                    | -                  | -                  |                      | -                    | -                    |               | -             | -             | 88     | 21     |
| 1989–90             | «Наполі»            | A                   | 18        | 2         | КІ                 | 6                  | 1                  | КУЄФА                | 2                    | 0                    | -             | -             | -             | 26     | 3      |
| 1990–91             | «Наполі»            | A                   | 20        | 6         | КІ                 | 7                  | 0                  | КЧ                   | 2                    | 0                    | СІ            | 0             | 0             | 29     | 6      |
| 1991–92             | «Наполі»            | A                   | 34        | 12        | КІ                 | 4                  | 1                  | -                    | -                    | -                    | -             | -             | -             | 38     | 13     |
| 1992–93             | «Наполі»            | A                   | 33        | 12        | КІ                 | 6                  | 2                  | КУЄФА                | 4                    | 0                    | -             | -             | -             | 43     | 14     |
| Усього за «Наполі»  | Усього за «Наполі»  | Усього за «Наполі»  | 105       | 32        |                    | 23                 | 4                  |                      | 8                    | 0                    |               | 0             | 0             | 136    | 36     |
| 1993–94             | «Парма»             | A                   | 33        | 18        | КІ                 | 7                  | 3                  | КВК                  | 9                    | 1                    | СУ            | 2             | 0             | 51     | 22     |
| 1994–95             | «Парма»             | A                   | 32        | 19        | КІ                 | 7                  | 4                  | КУЄФА                | 12                   | 5                    | -             | -             | -             | 51     | 28     |
| 1995–96             | «Парма»             | A                   | 29        | 10        | КІ                 | 1                  | 0                  | КВК                  | 5                    | 2                    | СІ            | 1             | 0             | 36     | 12     |
| лип.-лист. 1996     | «Парма»             | A                   | 8         | 2         | КІ                 | 1                  | 0                  | КУЄФА                | 2                    | 0                    | -             | -             | -             | 11     | 2      |
| Усього за «Парму»   | Усього за «Парму»   | Усього за «Парму»   | 102       | 49        |                    | 16                 | 7                  |                      | 28                   | 8                    |               | 3             | 0             | 149    | 64     |
| лист. 1996–97       | «Челсі»             | ПЛ                  | 23        | 8         | КА+КЛ              | 7+0                | 4+0                | -                    | -                    | -                    | -             | -             | -             | 30     | 12     |
| 1997–98             | «Челсі»             | ПЛ                  | 27        | 8         | КА+КЛ              | 1+4                | 0+0                | КВК                  | 8                    | 4                    | СА            | 1             | 0             | 41     | 12     |
| 1998–99             | «Челсі»             | ПЛ                  | 37        | 13        | КА+КЛ              | 6+0                | 1+0                | КВК                  | 5                    | 1                    | СУ            | 1             | 0             | 49     | 15     |
| 1999–00             | «Челсі»             | ПЛ                  | 33        | 4         | КА+КЛ              | 5+0                | 1+0                | ЛЧ                   | 14                   | 3                    | -             | -             | -             | 52     | 8      |
| 2000–01             | «Челсі»             | ПЛ                  | 36        | 9         | КА+КЛ              | 3+1                | 2+1                | КУЄФА                | 2                    | 0                    | СА            | 1             | 0             | 43     | 12     |
| 2001–02             | «Челсі»             | ПЛ                  | 35        | 3         | КА+КЛ              | 6+5                | 1+0                | КУЄФА                | 4                    | 1                    | -             | -             | -             | 50     | 5      |
| 2002–03             | «Челсі»             | ПЛ                  | 38        | 14        | КА+КЛ              | 3+3                | 2+0                | КУЄФА                | 2                    | 0                    | -             | -             | -             | 46     | 16     |
| Усього за «Челсі»   | Усього за «Челсі»   | Усього за «Челсі»   | 229       | 59        |                    | 31+13              | 11+1               |                      | 35                   | 9                    |               | 3             | 0             | 311    | 80     |
| 2003–04             | «Кальярі»           | B                   | 43        | 13        | КІ                 | 1                  | 1                  | -                    | -                    | -                    | -             | -             | -             | 44     | 14     |
| 2004–05             | «Кальярі»           | A                   | 31        | 9         | КІ                 | 6                  | 4                  | -                    | -                    | -                    | -             | -             | -             | 37     | 13     |
| Усього за «Кальярі» | Усього за «Кальярі» | Усього за «Кальярі» | 74        | 22        |                    | 7                  | 5                  |                      | -                    | -                    |               | -             | -             | 81     | 27     |
| Усього за кар'єру   | Усього за кар'єру   | Усього за кар'єру   | 629       | 193       |                    | 90                 | 28                 |                      | 71                   | 17                   |               | 6             | 0             | 796    | 238    |

### Статистика виступів за збірну
| Дата       | Місто             | Господарі            | Результат  | Гості             | Турнір               | Голи | Примітки |
| ---------- | ----------------- | -------------------- | ---------- | ----------------- | -------------------- | ---- | -------- |
| 13/11/1991 | Генуя             | Італія               | 1 – 1      | Норвегія          | Відбір до ЧЄ 1992    | -    |          |
| 21/12/1991 | Фоджа             | Італія               | 2 – 0      | Кіпр              | Відбір до ЧЄ 1992    | -    |          |
| 19/02/1992 | Чезена            | Італія               | 4 – 0      | Сан-Марино        | товариський матч     | -    |          |
| 13/10/1993 | Рим               | Італія               | 3 – 1      | Шотландія         | Відбір до ЧС 1994    | -    |          |
| 23/03/1994 | Штутгарт          | Німеччина            | 2 – 1      | Італія            | товариський матч     | -    |          |
| 27/05/1994 | Парма             | Італія               | 2 – 0      | Фінляндія         | товариський матч     | -    |          |
| 05/07/1994 | Бостон            | Нігерія              | 1 – 2 д.ч. | Італія            | ЧС 1994 - 1/8 фіналу | -    | 63' 75'  |
| 07/09/1994 | Марибор           | Словенія             | 1 – 1      | Італія            | Відбір до ЧЄ 1996    | -    |          |
| 08/10/1994 | Таллінн           | Естонія              | 0 – 2      | Італія            | Відбір до ЧЄ 1996    | -    |          |
| 21/12/1994 | Пескара           | Італія               | 3 – 1      | Туреччина         | товариський матч     | -    |          |
| 25/03/1995 | Салерно           | Італія               | 4 – 1      | Естонія           | Відбір до ЧЄ 1996    | 2    |          |
| 29/03/1995 | Київ              | Україна              | 0 – 2      | Італія            | Відбір до ЧЄ 1996    | 1    |          |
| 26/04/1995 | Вільнюс           | Литва                | 0 – 1      | Італія            | Відбір до ЧЄ 1996    | 1    |          |
| 21/06/1995 | Цюрих             | Італія               | 0 – 2      | Німеччина         | товариський турнір   | -    |          |
| 06/09/1995 | Удіне             | Італія               | 1 – 0      | Словенія          | Відбір до ЧЄ 1996    | -    |          |
| 08/10/1995 | Спліт             | Хорватія             | 1 – 1      | Італія            | Відбір до ЧЄ 1996    | -    |          |
| 11/11/1995 | Барі              | Італія               | 3 – 1      | Україна           | Відбір до ЧЄ 1996    | -    |          |
| 15/11/1995 | Реджо-нель-Емілія | Італія               | 4 – 0      | Литва             | Відбір до ЧЄ 1996    | 3    |          |
| 24/01/1996 | Терні             | Італія               | 3 – 0      | Уельс             | товариський матч     | -    |          |
| 29/05/1996 | Кремона           | Італія               | 2 – 2      | Бельгія           | товариський матч     | -    |          |
| 11/06/1996 | Ліверпуль         | Росія                | 1 – 2      | Італія            | ЧЄ 1996 - 1-й етап   | -    |          |
| 14/06/1996 | Ліверпуль         | Чехія                | 2 – 1      | Італія            | ЧЄ 1996 - 1-й етап   | -    |          |
| 19/06/1996 | Манчестер         | Німеччина            | 0 – 0      | Італія            | ЧЄ 1996 - 1-й етап   | -    |          |
| 05/10/1996 | Кишинів           | Молдова              | 1 – 3      | Італія            | Відбір до ЧС 1998    | -    |          |
| 09/10/1996 | Перуджа           | Італія               | 1 – 0      | Грузія            | Відбір до ЧС 1998    | -    |          |
| 06/11/1996 | Сараєво           | Боснія і Герцеговина | 2 – 1      | Італія            | товариський матч     | -    |          |
| 22/01/1997 | Палермо           | Італія               | 2 – 0      | Північна Ірландія | товариський матч     | 1    |          |
| 12/02/1997 | Лондон            | Англія               | 0 – 1      | Італія            | Відбір до ЧС 1998    | 1    |          |
| 29/03/1997 | Трієст            | Італія               | 3 – 0      | Молдова           | Відбір до ЧС 1998    | 1    |          |
| 02/04/1997 | Хожув             | Польща               | 0 – 0      | Італія            | Відбір до ЧС 1998    | -    |          |
| 30/04/1997 | Неаполь           | Італія               | 3 – 0      | Польща            | Відбір до ЧС 1998    | -    |          |
| 04/06/1997 | Нант              | Італія               | 0 – 2      | Англія            | товариський турнір   | -    |          |
| 11/06/1997 | Париж             | Італія               | 2 – 2      | Франція           | товариський турнір   | -    |          |
| 10/09/1997 | Тбілісі           | Грузія               | 0 – 0      | Італія            | Відбір до ЧС 1998    | -    |          |
| 11/10/1997 | Рим               | Італія               | 0 – 0      | Англія            | Відбір до ЧС 1998    | -    |          |
| Усього     |                   | Матчів (69 місце)    | 35         |                   | Голів (31 місце)     | 10   |          |

## Титули і досягнення
«Наполі»:
- Чемпіон Італії: 1989—90
- Володар Суперкубка Італії: 1990

 «Парма»:
- Володар Суперкубка Європи: 1993
- Володар Кубка УЄФА: 1994-95
- Срібний призер Серії А: 1994—95

 «Челсі»:
- Володар Суперкубка УЄФА: 1998
- Володар Кубка Кубків УЄФА: 1997-98
- Володар Кубка Англії (2): 1996-97, 1999-2000
- Володар Суперкубка Англії: 2000
- Володар Кубка Футбольної Ліги: 1997-98

 Збірна Італії:
- Віце-чемпіон світу: 1994

Особисті
- Кавалер Ордену «За заслуги перед Італійською Республікою» (2003)[3]
- Кавалер Ордену Британської імперії (2004)

## Виноски
1. ↑  Tactical switch — стаття про Карло Анчелотті у часописі The Times, 24 травня 2005. (англ.)
2. ↑  Дзола офіційно очолив Кальярі. Архів оригіналу за 5 березня 2016. Процитовано 25 грудня 2014.
3. ↑  Офіційний сайт Президента Італії (італ.)